# 基輔交通

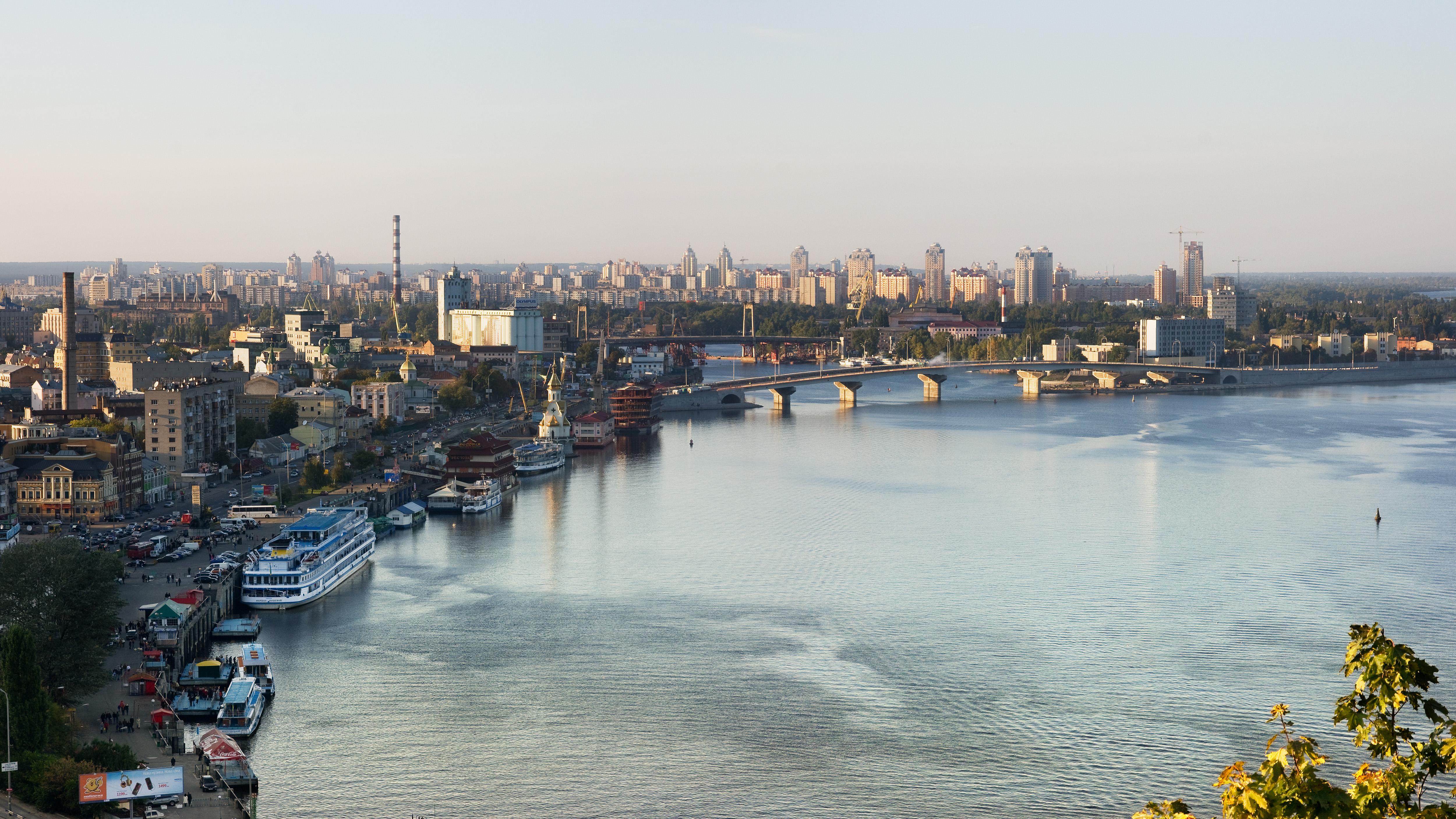
基辅河港

乌克兰首都基輔拥有全面且快速发展的交通基础设施，满足市内公众需求。客运和货运运输均仰賴基輔的交通。基輔境內的公共交通有基輔地铁、公共汽车、电车、有轨电车以及缆车。除了地铁外，其他公共交通設施都由基輔乘客運輸公司运营。